# Palazzo Domenico Grillo
Le palais Domenico Grillo est un bâtiment situé sur la piazza delle Vigne au numéro 4 du centre historique de Gênes. Le bâtiment est inscrit au Rolli de Gênes (liste des bâtiments historiques). Sur la place homonyme se trouve la basilique Santa Maria delle Vigne.

## Histoire et description
Construit et décoré au nom du marquis Domenico Grillo en 1545, au-dessus de la loggia des "hôtels" Grillo, Negrone et Vivaldi, le bâtiment a été agrandi et équipé d'une nouvelle façade, riche en décorations en marbre et fresques, par Giovan Battista Castello connu comme il Bergamasco en collaboration avec Bernardo Spazio en 1560.
On y remarque les cycles picturaux qui animent les intérieurs, Sacrifice d'Iphygénie et Histoires de Psyché, et par les motifs architecturaux et figuratifs, aujourd'hui presque complètement disparus, que le Bergamasque a peints sur la façade de la piazza delle Vigne, créant un effet à la fois monumental et aérien grâce au jeu de pleins et de vides qu'offrent les tympans, les bandeaux et le portail à colonnes cannelées. Ces décorations ont été restaurées à l'occasion du G8 à Gênes en 2001.
La distribution interne, malgré les dimensions mesurées de l'escalier et du petit atrium, autour duquel tout s'articule, rappelle le cinquesento avec transparences et suggestions à partir de la loggia donnant sur la grande et lumineuse entrée, jusqu'aux colonnes, balustrades et voûtes d'arêtes décorées de fresques sur les niveaux supérieurs.
Au rez-de-chaussée, la galerie invite, par son mouvement expansif, aux espaces d'accueil, signalant et séparant les pièces privatives par la double branche de l'escalier, aux rampes parallèles et symétriques.

## Galerie d'images

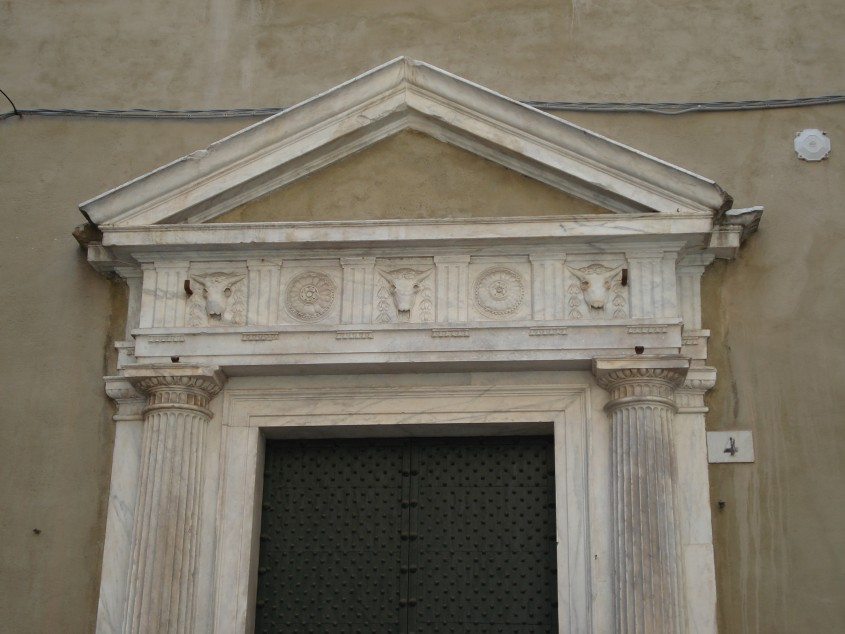
Détail du portail à colonnes cannelées
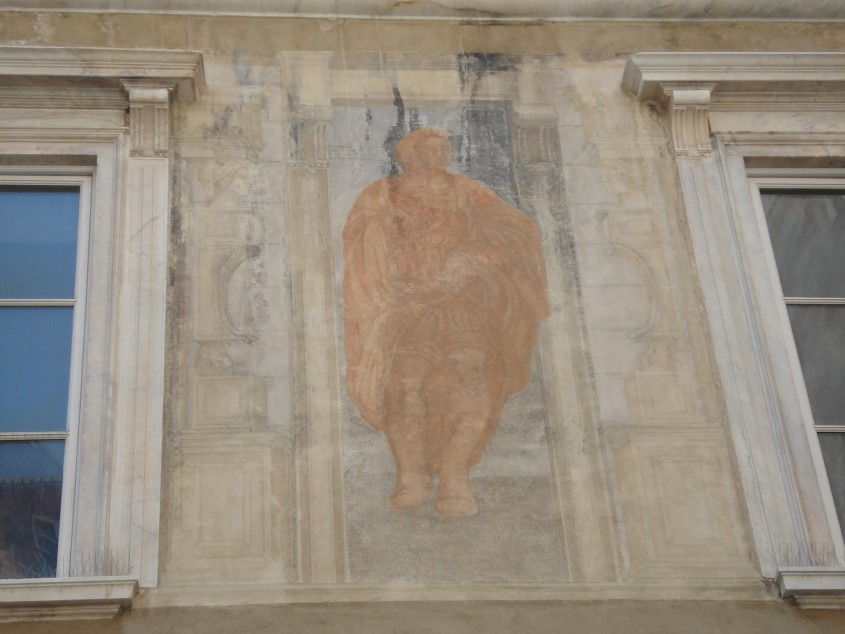
Détail d'un des décors de façade
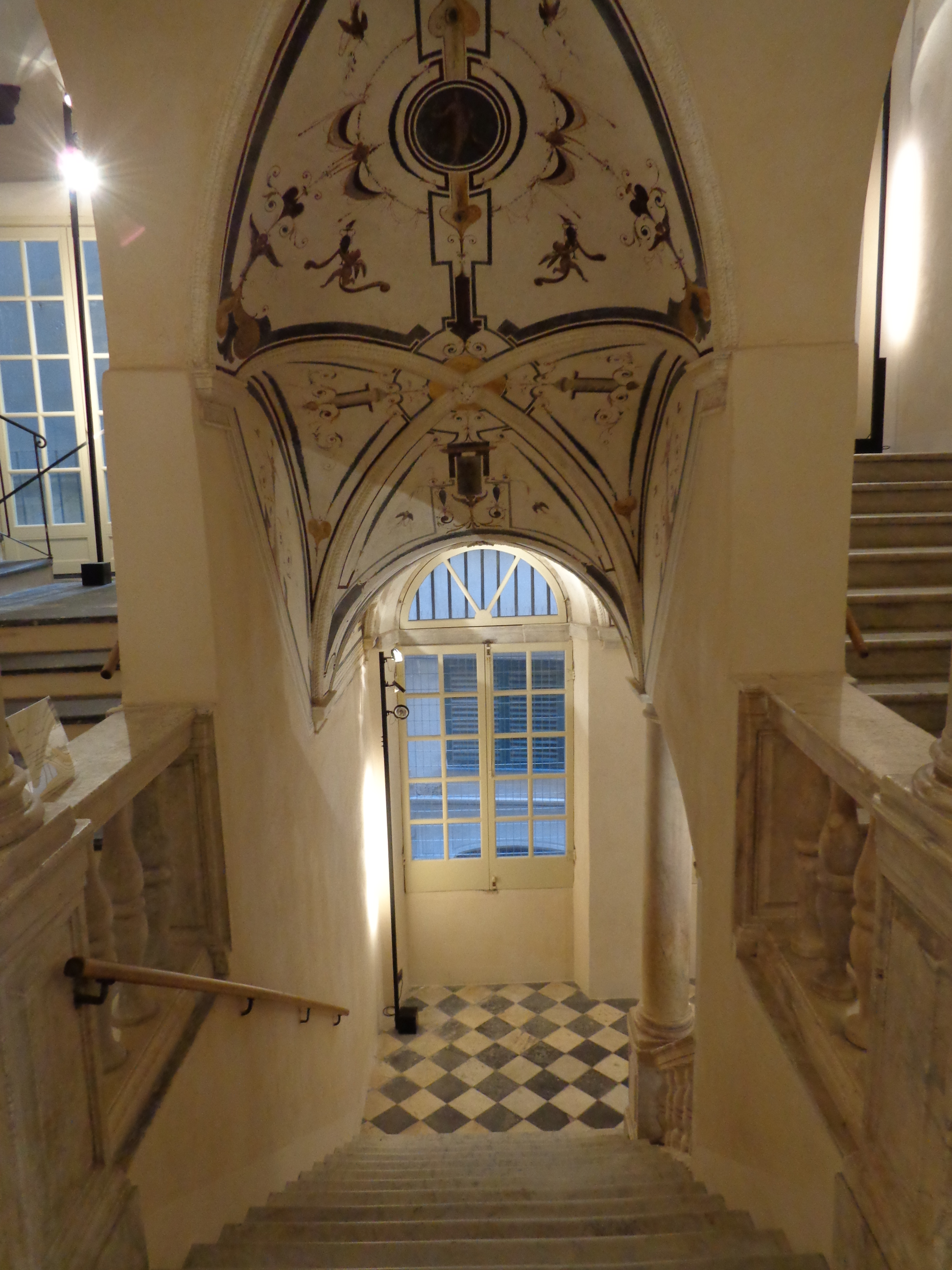
L'échelle
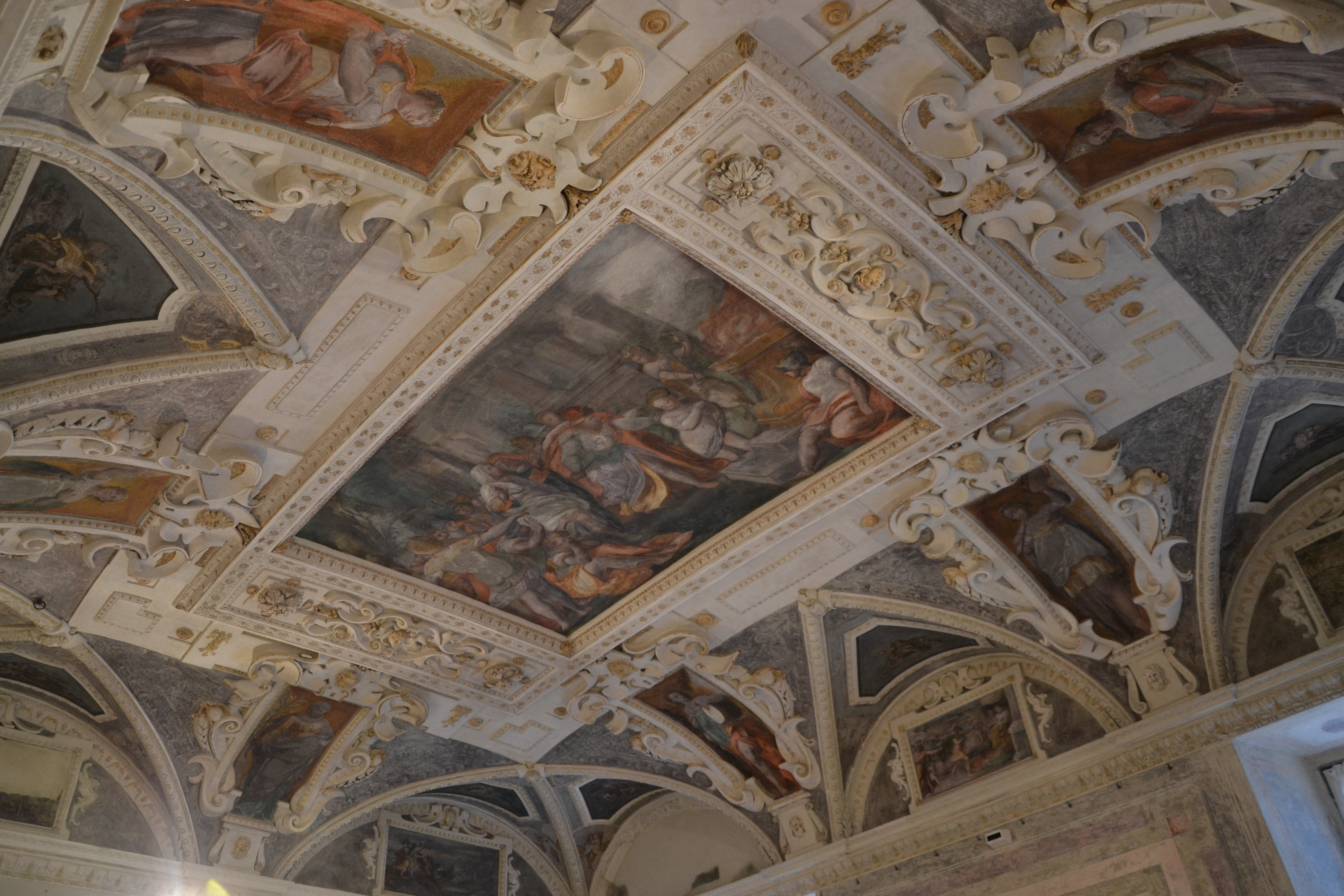
Giovanni Battista Castello dit Il Bergamasco, voûte ornée de fresques
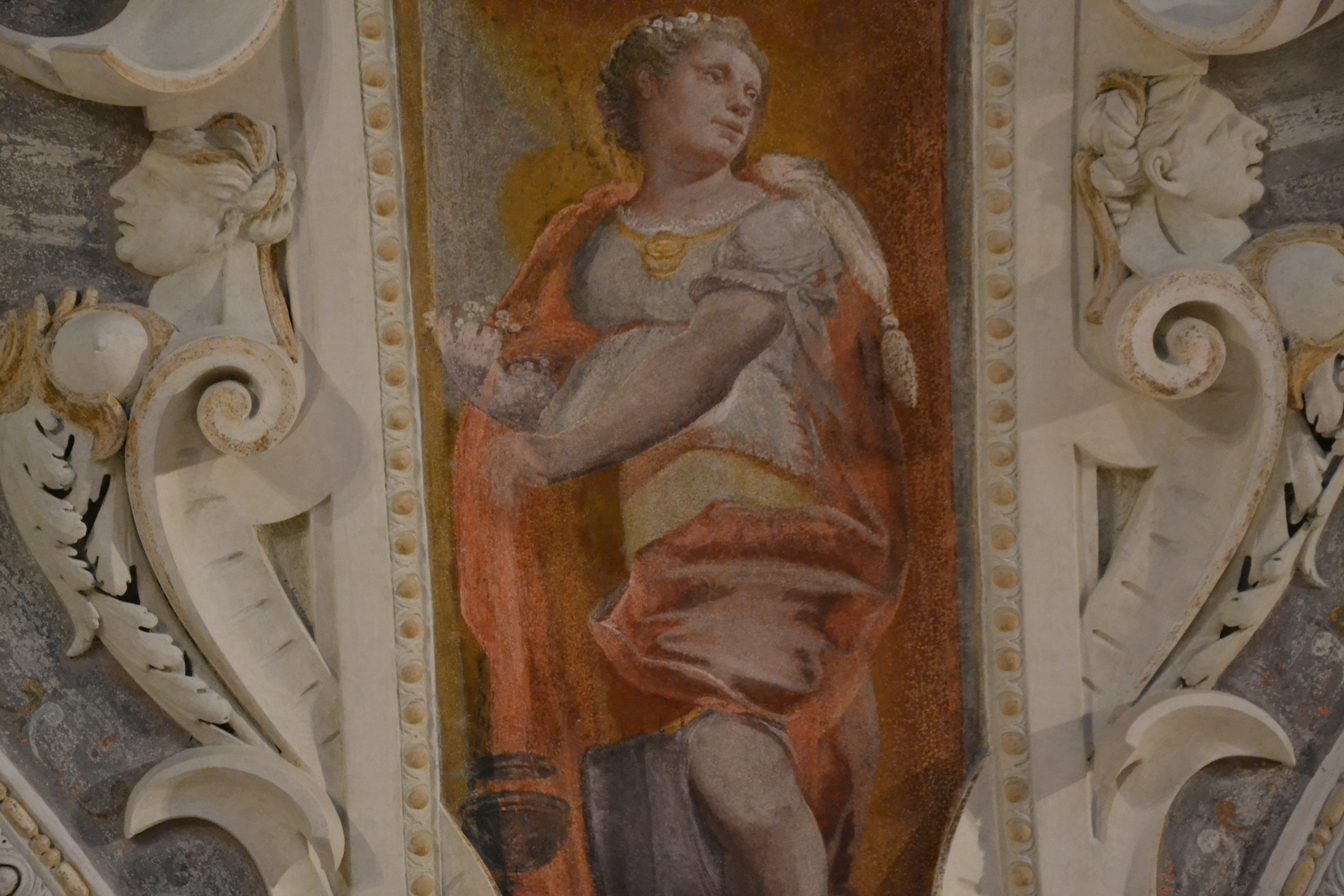
Détail de la voûte